# La Houblonnière
La Houblonnière è un comune francese di 341 abitanti situato nel dipartimento del Calvados nella regione della Normandia.

## Società

### Evoluzione demografica
Abitanti censiti